# Pol Jonckheere
Pol Jonckheere (né à Bruges le 6 mai 1959) est le onzième président du Club Bruges KV, un club de football belge, qu'il dirige de 2009 à 2011.

## Présidence du Football Club Brugeois
Pol Jonckheere est un habitué des travées du Stade Jan Breydel depuis bien avant son arrivée au Club. C'est en effet son père, Amand, qui était l'architecte responsable de la construction du stade dans les années 70. Il prend la relève de son père dès le milieu des années 80, et s'occupe des trois principales transformations du stade : la création des loges et des business-seats, le remplacement des places debout par des places assises, et la construction d'un étage supérieur sur les deux tribunes derrière les buts.
Pol Jonckheere intègre l'organigramme du Club en 1986 en tant que membre du Comité Relations Publiques du Club. En 2003, après le décès de Michel Van Maele, il fait partie des candidats pressentis pour prendre la succession du défunt au poste de Président, mais c'est finalement Michel D'Hooghe qui est choisi. Il devient membre du Conseil d'Administration du Club Brugeois, et en 2006 il est nommé second vice-président.
À l'été 2009, Michel D'Hooghe se retire de la présidence et Pol Jonckheere est élu pour le remplacer. Il le reste un peu moins de deux ans, et en janvier 2011, il doit céder sa place à Bart Verhaeghe, mais reste néanmoins Administrateur du FC Bruges.

## Sources
- Site officiel du Club Bruges KV